# حكومة فارس الخوري الرابعة
الحكومة السورية التي تشكلت في 3 نوفمبر 1954، هي الحكومة الثالثة والخمسين في تاريخ سوريا الحديث، والثامنة والثلاثين في عهد الجمهورية السورية الأولى، والعاشرة في ولاية هاشم الأتاسي الثانية؛ والرابعة والأخيرة التي يترأسها فارس الخوري. مكثت في السلطة ستة أشهر، واستقالت نتيجة الخلافات والمعارضة التي واجهتها من قبل حزب البعث العربي الاشتراكي والقوى المؤيدة له، كانت هذه الحكومة قد تشكلت في أعقاب انتخابات 1954.

## تشكيلة الحكومة
| الوزير            | الوزارة              |
| ----------------- | -------------------- |
| فارس الخوري       | رئيس الوزراء         |
| فيضي الأتاسي      | وزير الخارجية        |
| منير العجلاني     | وزير التعليم         |
| مجد الدين الجابري | وزير الأشغال العامة  |
| أحمد قنبر         | وزير الداخلية        |
| رشاد برمدا        | وزير الدفاع الوطني   |
| علي بوظو          | وزير العدل           |
| محمد الأحمد       | وزير الصحة العامة    |
| فاخر الكيالي      | وزير الاقتصاد الوطني |
| رزق الله أنطاكي   | وزير المالية         |
| عبد الصمد الفتية  | وزير الزراعة         |